# Kosse (Königsberg)

Kosse 1930

Kosse oder Cosse war ein am nördlichen Pregelufer gelegener westlicher Stadtteil von Königsberg (Preußen). Die Kosse galt als Spazierziel der Königsberger. Vom „Holländer Baum“ gelangte man zu der einzigen Gastwirtschaft des Dörfchens oder bevorzugte die Wiesen, um im Pregel zu baden.

## Name
Der Name ist prußischen Ursprungs und weist auf ein bewaldetes Gebiet mit verkrüppelten Kiefern und Fichten: „kuss, kusselis“ (kleine kurze, gestutzte oder verkrüppelte Bäume).

## Geschichte
Der erst 1905 eingemeindete Stadtteil war geprägt durch Gewerbegebiete. Durch wachsenden Handel und Wohlstand Ende des 19. Jahrhunderts wurde der Seekanal nach Pillau vertieft und durch Eisbrecher freigehalten. In Kosse wurde eine Gasanstalt gebaut und Anfang des 20. Jahrhunderts die „Norddeutsche Zellulose AG“ errichtet, welche Papierprodukte nach England, West- und Mitteldeutschland ausführte, jedoch nach dem Ersten Weltkrieg wegen Kohlenmangel geschlossen werden musste. Ebenfalls in Kosse befanden sich der Bahnhof Holländerbaum, die Gas- und Elektrizitätswerke, das Straßenbahndepot und eine Kühlhaus- und Eisfabrik.